# الانسان (میشیگان)
الانسان، میشیگان (به انگلیسی: Alanson, Michigan) یک منطقهٔ مسکونی در ایالات متحده آمریکا است که در میشیگان واقع شده‌است.

## خصوصیات
الانسان ۲٫۶۴ کیلومترمربع مساحت و ۷۳۸ نفر جمعیت دارد و ۱۸۸ متر بالاتر از سطح دریا واقع شده‌است.